# PE (motorfiets)
PE is een historisch merk van motorfietsen.
De bedrijfsnaam was: Pergamenter & Co. Motorrad- und Fahrzeugbau, Hamburg.
Pergameter was een klein Duits merk dat lichte motorfietsen met 132 cc tweetakt dubbelzuigermotor produceerde. Dat gebeurde in een periode dat honderden bedrijven op hetzelfde idee kwamen: de productie van goedkope, lichte vervoermiddelen. Nog voor de tweede helft van de jaren twintig verdwenen ze bijna allemaal weer van de markt. Pergameter bouwde zijn bijzondere tweetaktmotorfietsen maar één jaar. Ze kwamen in 1923 op de markt en verdwenen het volgende jaar weer.